# آچی (ازورگتی)
آچی (به گرجی: აჭი) یک روستا در شهرداری ازورگتی ناحیه گوریا در غرب گرجستان است.